# جون فالون
جون فالون (بالإنجليزية: John Fallon) (16 أغسطس 1940 في المملكة المتحدة - 22 يوليو 2025) هو لاعب كرة قدم بريطاني في مركز حراسة المرمى. لعب مع نادي سلتيك ونادي ماذرويل ونادي غرينوك مورتون.

## وصلات خارجية
- جون فالون على موقع الاتحاد الأوربي (الإنجليزية)
- جون فالون على موقع قاعدة بيانات كرة القدم.إي يو (الإنجليزية)